# Адрас

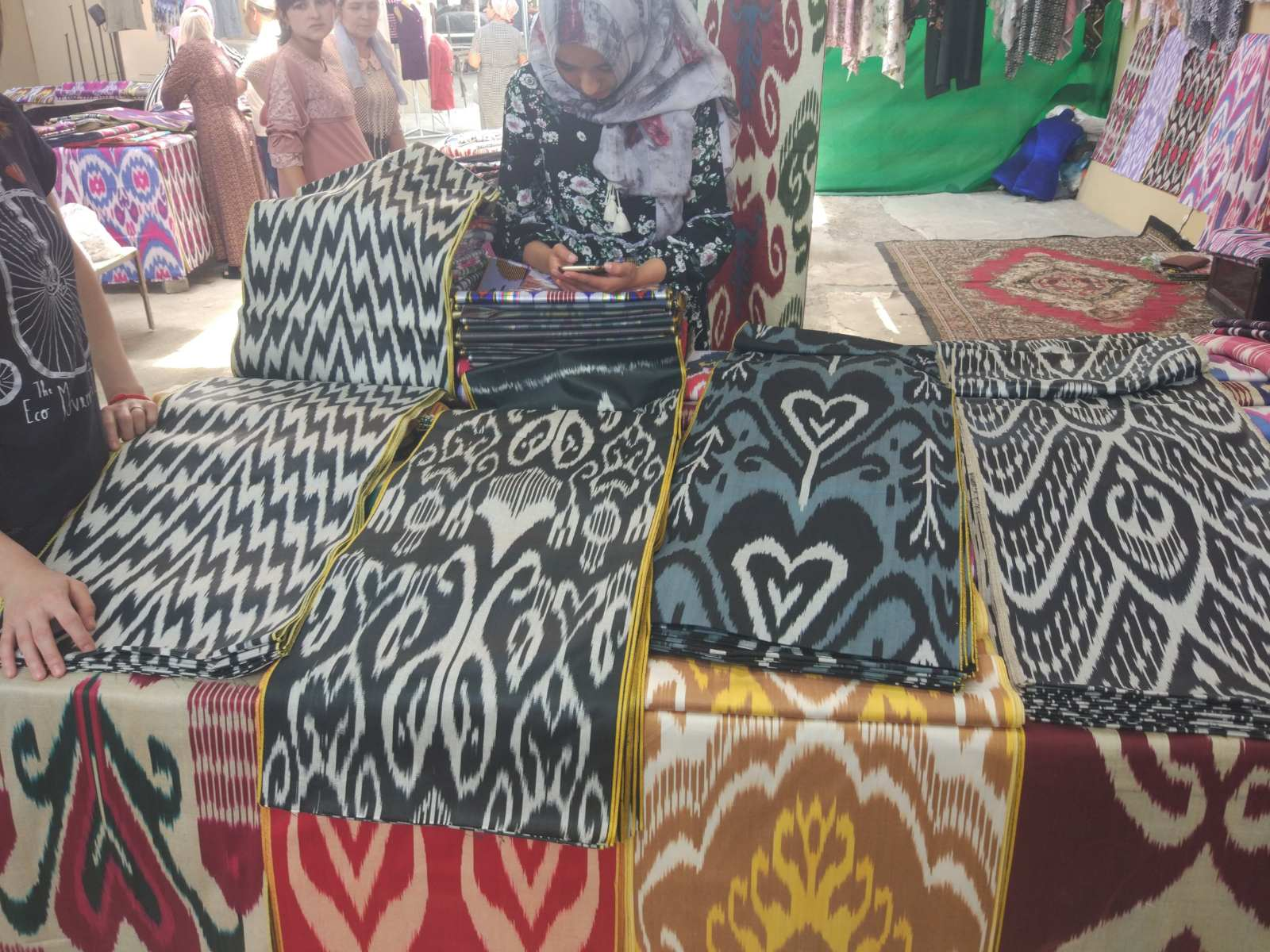
Вітрина з адрасом в Узбекистані

Адрас (узб. Adras) — натуральна тканина ручного виготовлення, яка на 50 відсотків складається з волокон шовку і на 50 — бавовни. Традиційний адрас тчуть в Узбекистані та Таджикистані. В Узбекистані цю тканину ще називають «podshohi» (королівська), що вказувало на його незвичайну цінність, пов'язану з трудомістким і дорогим процесом виготовлення, а також з багатим і вишуканим зовнішнім виглядом. Адрас вирізняється міцністю, насиченим кольором та можливістю використовувати його протягом тривалого часу без втрати властивостей.
Практика Маргіланського центру ремісництва з виготовлення атласу та адрасу традиційним способом включена у 2017 році до «Списку шедеврів усної та нематеріальної культурної спадщини людства».

## Опис
Адрас більш м'який, ніж стовідсотковий шовк, тому його часто використовують для пошиття одягу, аксесуарів, постільної білизни та домашнього текстилю. Найчастіше тканину прикрашають узбецьким орнаментом, який з давніх-давен є національним надбанням і частиною культури регіону. Для фарбування волокон тканини умільці використовують натуральне насіння рослин. Наприклад, узбецький орнамент складається з насичених, благородних та природних відтінків.
Адрас виготовляється вручну, ширина коливається від 32 до 55 см, оскільки велику ширину неможливо встановити на ткацьких верстатах. У Бухарі тканина має свій гісарський, абровий орнамент із малюнком «доірагул, кузагул» — латаття. Візерунок адрасу розташований у три ряди поздовжньо. Основні кольори візерунку червоний і жовтий на білому тлі. Овальноподібні малюнки заповнені фіолетовими, жовтими та синіми лініями. У центрі бордово-червоного латаття розташовуються жовті овали.

## Історія
У Середній Азії (Бухара, Самарканд, Худжанд, Наманган, Маргілан) виробництво шовкових і напівшовкових тканин досягло особливого розвитку в XIX — початку XX століття. У сучасній історії в Таджикистані проходить фестиваль адрасу та атласу. В Узбекистані щодва роки в Бухарі відбувається фестиваль «Шовк та спеції», де представлено також і адрас.